# SMSS J031300.36-670839.3
SMSS J031300.36-670839.3 (SMSS 0313-6708) – najstarsza znana do 2014 roku gwiazda. Gwiazda położona jest na obrzeżach Drogi Mlecznej, w odległości około sześciu tysięcy lat świetlnych od Ziemi.

## Nazwa
Akronim „SMSS” oznacza, że gwiazda została odkryta w ramach programu SkyMapper Southern Sky Survey, „J031300.36-670839.3” to koordynaty astronomiczne obiektu.

## Odkrycie
Gwiazda została po raz pierwszy zidentyfikowana, zbadana i opisana przez australijskich naukowców z Australian National University.
Gwiazda została odkryta w ramach programu SkyMapper Southern Sky Survey. Program jest realizowany przez w pełni zautomatyzowany teleskop optyczny SkyMapper z Siding Spring Observatory w Coonabarabran. Teleskop został zbudowany jako następca Great Melbourne Telescope z Mount Stromlo, który spłonął w pożarze buszu w Canberze w 2003.

## Charakterystyka
Gwiazda położona jest w gwiazdozbiorze Węża Wodnego, w odległości około 6000 lat świetlnych od Ziemi. Temperatura jej powierzchni wynosi około 5125 K.
SMSS 0313-6708 należy do bardzo wczesnych gwiazd II populacji, które powstały w wyniku eksplozji gwiazd III populacji i charakteryzuje je bardzo niska, ale niezerowa metaliczność.
Gwiazda ma najmniejszą metaliczność ze wszystkich znanych gwiazd, zawartość żelaza wynosi mniej niż 10-7,1 zawartości żelaza Słońca, jest to piąta poznana gwiazda o metaliczności [Fe/H] < -4,5. Powstała najprawdopodobniej z materiału wyrzuconego w przestrzeń kosmiczną po wybuchu supernowej o masie około 60 M☉. Według tego modelu, jądro supermasywnej gwiazdy zapadło się samo na siebie tworząc czarną dziurę i zaczęło wciągać do środka pozostałe części gwiazdy. W wyniku powstałej w ten sposób niestabilności Rayleigha–Taylora wewnętrzne części gwiazdy zawierające ciężkie elementy zostały wchłonięte przez czarną dziurę, a zewnętrzna część gwiazdy, zawierająca głównie lekkie elementy z bardzo małym udziałem metali, została rozrzucona na zewnątrz przez wybuch.